# 花板乡
花板乡，是中华人民共和国四川省广安市岳池县曾经下辖的一个乡。2019年12月，撤销花板乡，将其所属行政区域划归普安镇管辖。

## 行政区划
花板乡撤销前下辖以下地区：
花板桥村、观音堂村、龙泉罐村、狮子宝村、柏林村、翘家桥村、玉皇庙村、象鼻嘴村、梓桐庙村、双星寨村、金竹冲村和杨家庙村。